# Melanitis grisescens
Melanitis grisescens är en fjärilsart som beskrevs av Hans Fruhstorfer 1911. Melanitis grisescens ingår i släktet Melanitis och familjen praktfjärilar. Inga underarter finns listade i Catalogue of Life.